# 中斯洛文尼亚统计区
中斯洛文尼亚统计区（斯洛文尼亚语: Osrednjeslovenska statistična regija） ，斯洛文尼亚的一个统计区。总面积2,555 km2，总人口512,675，人口密度200人/km2 (2009)。该统计区包含首都卢布尔雅那在内的中部地区，同時也是全國人口最多的統計區。